# Schaudel

Schaudel von 1901

Ateliers Schaudel war ein französischer Hersteller von Automobilen und Fahrrädern.

## Unternehmensgeschichte
Charles Schaudel gründete das Unternehmen Mitte der 1890er Jahre in Bordeaux zur Fahrradproduktion. 1898 begann die Produktion von Automobilen. Der Markenname lautete Schaudel. 1902 wurde das Unternehmen von Motobloc übernommen.

## Fahrzeuge
Das einzige Modell war mit einem Zweizylindermotor ausgestattet. Als Besonderheit waren Motor und Getriebe miteinander verblockt.
Ein Fahrzeug dieser Marke nimmt gelegentlich am London to Brighton Veteran Car Run teil.
Das Auktionshaus Bonhams versteigerte am 2. November 2018 ein Fahrzeug von 1901 für 120.750 Pfund Sterling.